# De Dion-Bouton Type D

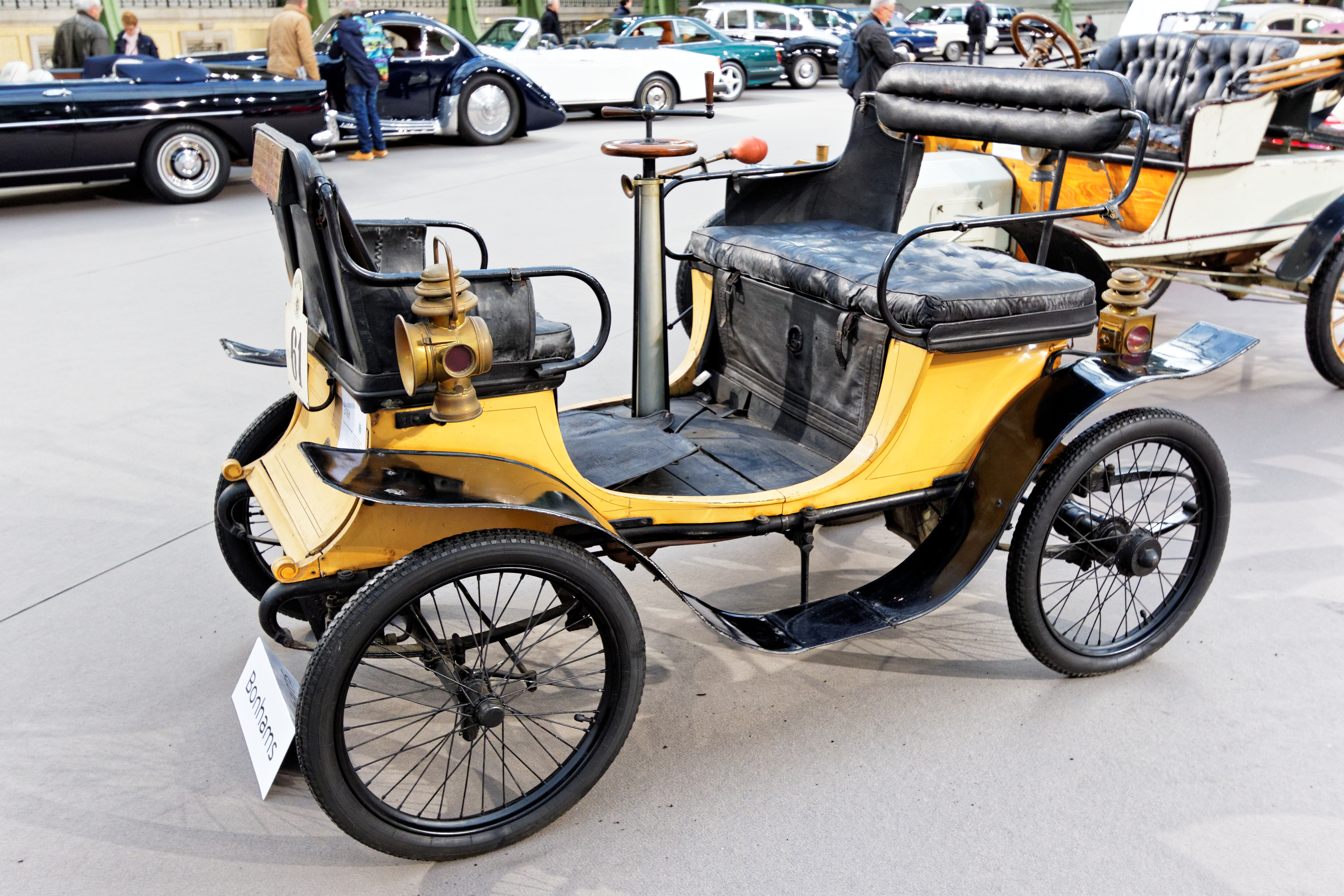
De Dion-Bouton Type D año 1899

El De Dion-Bouton Type D es un modelo de automóvil de principios del siglo XX. El fabricante fue De Dion-Bouton de Francia.
Recibió su aprobación por parte de la autoridad nacional el 25 de septiembre de 1899.
Un motor monocilíndrico interno está montado en la parte trasera. Tiene 80 mm de diámetro, 80 mm de carrera y 402 cm³ de desplazamiento. Produce 3,5 CV. A diferencia de los siguientes modelos, tiene una salida horizontal para los gases de escape. El motor impulsa el eje trasero a través de una caja de cambios de dos velocidades. El enfriador de agua está instalado en la parte delantera del eje delantero.·
Un marco tubular forma la base del vehículo. La distancia entre ejes se especifica como 1550 mm y 1556 mm, según la fuente. Se dice que el ancho de vía fue de 113 cm en el primer año y de 114 cm en 1900. Por otro lado, se dice que las dimensiones no han cambiado. Una fuente indica 1803 mm de largo y 1402 mm de ancho. En un anuncio en inglés de 1900, decía 650 libras, que es el equivalente a 295 kg. Algunos vehículos recibieron una carrocería cerrada de dos plazas, que se puede llamar cupé. Una copia se exhibe en el Musée Henri Malartre en Rochetaillée.